# Tatiana Vera
Tatiana Vera (La Plata, 26 de marzo de 1993) es una jugadora argentina de voleibol que se desempeña como armadora. Formó parte de la Selección femenina de voleibol de Argentina, mientras que a nivel de clubes se consagró campeona de la Liga Femenina de Voleibol Argentino 2017 con Gimnasia y Esgrima de La Plata así como de la Copa Austria con el SteelVolleys Linz-Steg. 

## Biografía
Comenzó a jugar al vóley a los doce años, ingresando a Gimnasia y Esgrima en 2006. En 2008, a los quince años, integró el equipo de primera del club platense, alternando con las titulares y las divisiones inferiores hasta 2014 cuando disputó su primera temporada como titular exclusivamente en el equipo mayor. Previamente se consagró subcampeona del Torneo Metropolitano 2011 tras perder la final contra Banco Nación.
En Gimnasia se desempeñó hasta el año 2018, logrando un cuarto puesto en el Campeonato Sudamericano de Clubes 2016, el Torneo Apertura Metropolitano 2014, el subcampeonato en el Metropolitano Clausura de ese mismo año (donde perdieron la final contra Boca Juniors luego de 33 partidos invictos) para finalizar con la obtención del trofeo más importante a nivel nacional, la Liga Femenina Argentina en 2017. Su actuación en el torneo le valió ser declarada por el Concejo Deliberante de la Municipalidad de La Plata como Personalidad Destacada del Deporte.
En 2018 fichó por el OSACC Haro Rioja de España, por recomendación de su excompañera en GELP Sofia Bulgarella. En 2019 renovó contrato con el club, renovando su vínculo en 2020 por un año más. Finalmente en 2021, tras tres temporadas, retornó en junio a Gimnasia y Esgrima, donde como capitana del equipo se consagró subcampeona de la Copa Metropolitana en 2021, campeona del Torneo Metropolitano a finales de ese mismo año y subcampeona de Liga Nacional en abril de 2022.
En junio de 2022 partió al SteelVolleys Linz-Steg austríaco, último campeón de liga. En su debut con el equipo se alzó con la SuperCopa Austria tras vencer al Sokol Volleyball por 3 a 0. Meses más tarde disputó la Copa CEV Challenge, consiguió la Copa Austria 2022/23 y en abril de 2023 la Liga Austríaca con el Linz Steg, equipo dirigido por un argentino, Facundo Morando, y donde fue compañera de otra argentina, Martina Serramalera. Tras obtener el campeonato de Liga anunció su partida del club vía sus redes sociales.

## Selección nacional
Como parte de las selecciones juveniles participó en el Campeonato Sudamericano Sub-22 de 2014 y luego en la Copa Panamericana Sub-23 de 2014. Hizo su debut en la selección mayor en la Copa Challenger de 2019, donde Argentina obtuvo el tercer puesto. Estuvo presente en la lista preliminar para los Juegos Olímpicos de Tokio 2020 pero finalmente no accedió a la lista final. En 2023 fue nuevamente convocada a la selección para una serie de amistosos con vista a las competencias de la segunda mitad del año.
Cursó estudios de Periodismo Deportivo en la Universidad Nacional de La Plata, lo que le permitió participar en la Universiada de 2017 como parte del equipo argentino.

## Palmarés

### Clubes
- Campeona - Torneo Metropolitano Apertura 2014, con Gimnasia LP
- Subcampeona -  Torneo Metropolitano Clausura 2014, con Gimnasia LP
- Campeona - Liga Femenina de Voleibol Argentino 2017, con Gimnasia LP
- Subcampeona - Liga Femenina de Voleibol Argentino 2022, con Gimnasia LP
- Campeona - Torneo Metropolitano 2022, con Gimnasia LP
- Campeona - Supercopa Austríaca 2022/23, con SteelVolleys Linz-Steg
- Campeona - Copa Austria 2022/23, con SteelVolleys Linz-Steg
- Campeona - Liga Austríaca 2022/23, con SteelVolleys Linz-Steg

### Selección nacional
- Medalla de bronce - Challenger Cup 2019